# Hemigrammus schmardae
Hemigrammus schmardae är en fiskart som först beskrevs av Franz Steindachner 1882.  Hemigrammus schmardae ingår i släktet Hemigrammus och familjen Characidae. Inga underarter finns listade i Catalogue of Life.